# The Cars

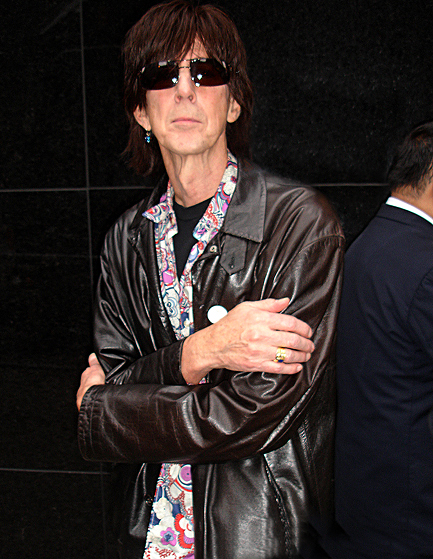
Рік Окесік

The Cars — американський рок-гурт Нової Хвилі. Гурт було створено в 1976 році в Бостоні Ріком Окесіком (вокал і ритм-гітара), Бенджаміном Орром (вокал і бас-гітара), Елліотом Істоном (соло-гітара), Грегом Хоуком (синтезатор) і Девідом Робінсоном (ударні). Через рік «The Cars» уклав контракт із лейблом «Elektra Records». Музичний критик «The New York Times» і «Rolling Stone», Роберт Палмер, охарактеризував музику гурту як вдалу суміш панку, арт року, рокабіллі та пауер-попу. Гурт розпався 1988 року, а 2005-го Істон і Хоук разом з Тоддом Рандгреном організували «The New Cars», що виконують пісні з репертуару і Рандгрена, і гурту 'The Cars'.

## Дискографія

### Студійні альбоми
- The Cars (1978)
- Candy-O (1979)
- Panorama (1980)
- Shake It Up (1981)
- Heartbeat City (1984)
- Door to Door (1987)
- Move Like This (2011)

## Сингли
- 1978 «Just What I Needed»
- «My Best Friend's Girl»
- 1979 «Good Times Roll»
- «Let's Go»
- «It's All I Can Do»
- «Double Life»
- 1980 «Touch and Go»
- «Don't Tell Me No»
- 1981 «Gimme Some Slack»
- «Shake It Up»
- 1982 «Since You're Gone»
- «Victim of Love» —
- 1984 «You Might Think»
- «Magic»
- «Drive»
- «Hello Again»
- 1985 «Why Can't I Have You»
- «Heartbeat City»
- «Tonight She Comes»
- 1986 «I'm Not the One»
- 1987 «You Are the Girl»
- «Strap Me In»
- 1988 «Coming Up You»

## Відео
| Рік  | Назва                   | Формат                  |
| ---- | ----------------------- | ----------------------- |
| 1984 | Heartbeat City          | VHS, Betamax, Laserdisc |
| 1985 | The Cars Live 1984—1985 | VHS, Betamax, Laserdisc |
| 2000 | The Cars Live           | VHS, DVD                |
| 2006 | The Cars Unlocked       | DVD/CD                  |

## Цікаві факти
На честь гурту названий персонаж Kars, який є головним антагоністом в манзі і аніме JoJo's Bizzare Adventure:Battle Tendency.